# Neil Burger
Neil Norman Burger (Greenwich, 30 novembre 1962) è un regista, sceneggiatore, produttore cinematografico e produttore televisivo statunitense.

## Biografia
Dopo aver frequentato la Greenwich Country Day School, laureatosi alla Yale University, viene coinvolto in alcuni film sperimentali negli anni ottanta. Burger nel 2002 ha diretto e scritto Interview with the Assassin che è stato candidato miglior film al Woodstock Film Festival. Nel 2006 Burger ha girato il film di successo The Illusionist - L'illusionista ripreso da un racconto di Steven Millhause intitolato Eisenheim the Illusionist. The Illusionist è stato premiato nel 2006 al Sundance Film Festival ed ha aperto il Seattle International Film Festival.

## Filmografia

### Regista

#### Cinema
- Interview With the Assassin (2002)
- The Illusionist - L'illusionista (The Illusionist) (2006)
- The Lucky Ones - Un viaggio inaspettato (The Lucky Ones) (2008)
- Limitless (2011)
- Divergent (2014)
- Sempre amici (The Upside) (2017)
- Voyagers (2021)
- La casa del padre (The Marsh King's Daughter) (2023)

#### Televisione
- Billions – serie TV, 6 episodi (2016-2023)
- The Agency – serie TV, episodi 1x09-1x10 (2025)

### Sceneggiatore
- Interview With the Assassin (2002)
- The Illusionist - L'illusionista (The Illusionist) (2006)
- The Lucky Ones - Un viaggio inaspettato (The Lucky Ones) (2008)
- Voyagers, regia di Neil Burger (2021)

### Produttore
- The Lucky Ones - Un viaggio inaspettato (The Lucky Ones) (2008)
- The Divergent Series: Insurgent, regia di Robert Schwentke (2015)
- The Divergent Series: Allegiant, regia di Robert Schwentke (2016)
- Billions – serie TV, episodi 1x01-1x02 (2016)
- Limitless – serie TV, 22 episodi (2015-2016)
- Voyagers, regia di Neil Burger (2021)